# Політична система Уругваю
Уругвай — президентська представницька демократична республіка, заснована на багатопартійній системі, де президент Уругваю — як глава держави, так і глава уряду. Виконавча влада здійснюється президентом та Кабінетом міністрів країни. Законодавча влада здійснюється як президентом, так і двопалатними Загальними Зборами Уругваю. Судова Влада — незалежна гілка політичної влади. Зараз пост президента та більшість в обох палатах парламенту має блок партій Широкий фронт — коаліція багатьох партій лівого крила. Згідно з журналом Економіст, Уругвай має найрозвиненішу демократичну систему в Південній Америці, яка має найглибші традиції серед населення .

## Історія
Уругвай остаточно отримав незалежність в 1828 році, а в 1830 була прийнята його перша конституція. У перші роки незалежності були засновані й дві головні партії країни: Партія Колорадо (1831 рік) і Національна партія (1836 рік). Спочатку ці політичні партії групувалися навколо їх лідерів, до того ж часто зверталися до Аргентини і Бразилії при вирішенні внутрішніх суперечок. Проте поступово партія Колорадо придбала ліберальний напрямок, а Національна партія - консервативний, а зовнішнє втручання зникло. Впродовж більшої частини 20 століття Уругвай залишався одній з найдемократичніших країн Латинської Америки, диктатура в країні виникала лише двічі - в 1933-1938 і в 1976-1984 роках. Конституція біла змінена в 1967 році, спроба військового уряду змінити її в 1980 провалилася, але в 1995, 2002 та знову в 2007 роках до неї були внесені деякі поправки. Через складну економічну ситуацію на виборах 2004 року обидві головні партії вперше програли, і до влади прийшов Широкий фронт — коаліція соціалістів, колишньої «Тупамарос», комуністів і соціал-демократів серед інших партій, — який зумів провести свого кандидата у президенти та отримати більшість в обох палатах парламенту.

## Органи влади

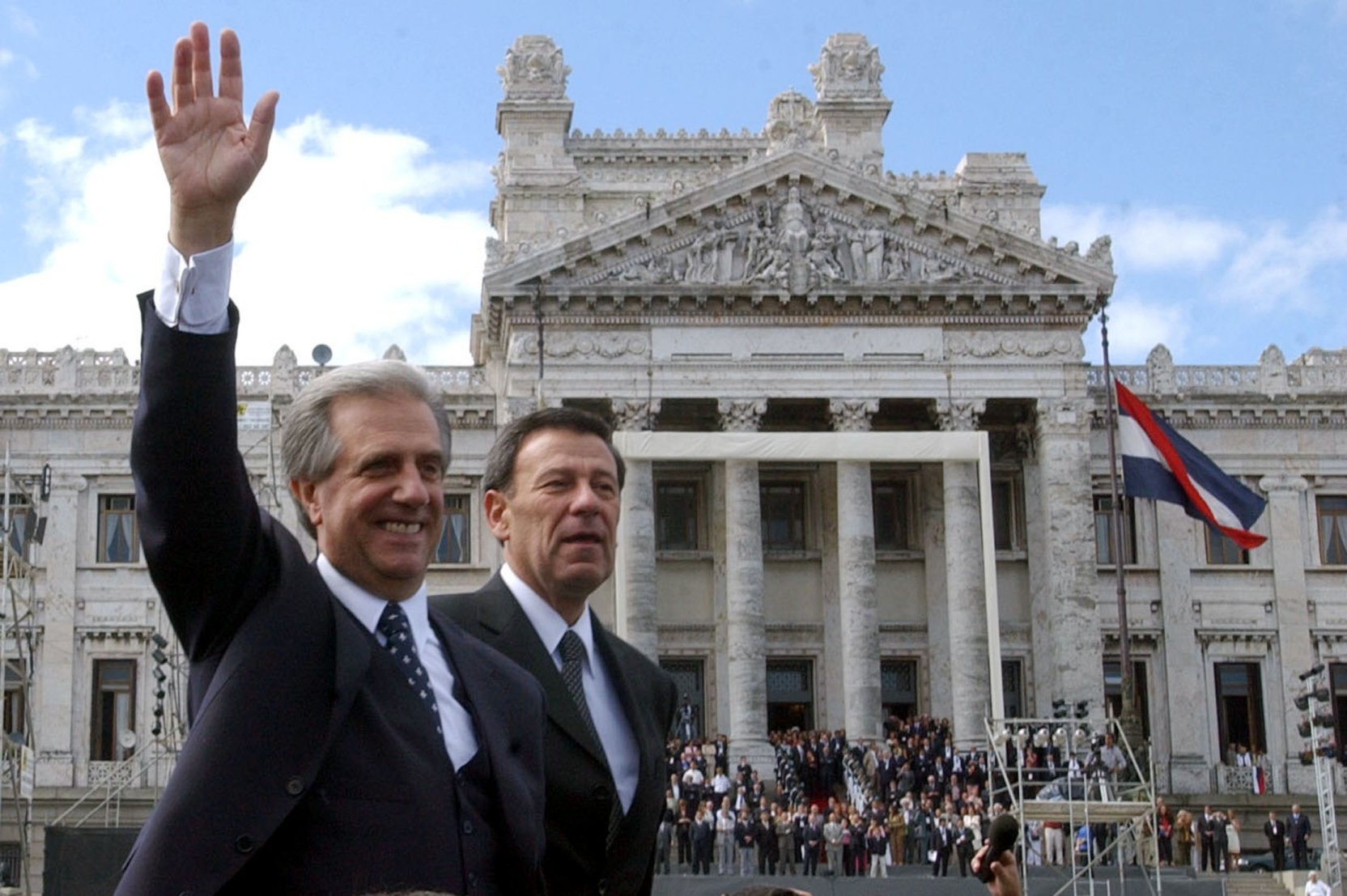
Президент Табаре Васкес та віце-президент Родольфо Нін Новоа перед будівлею парламенту («Паласіо Легіслатіво»), 2004 рік.

### Виборчі закони
За сучасною конституцією, президент і віце-президент обираються на 5-річний термін. Спочатку кожна партія проводить первинні вибори серед власних кандидатів, після цього висуває одного кандидата на пост президента. Парламентські та президентські вибори проводяться одночасно, і якщо ні один кандидат не набирає 50 % голосів, проводиться другий тур виборів.

### Виконавча влада
Главою виконавчої влади Уругваю є президент країни. Він у свою чергу призначає 11 членів Ради міністрів, яка підкоряється йому та відповідає за всю діяльність уряду і адміністрації.

### Законодавча влада
Законодавча влада, за конституцією, належить двопалатній Генеральній асамблеї, члени якої обираються прямим голосуванням на 5-річний термін, одночасно з виборами президента і віце-президента. До складу Генеральної асамблеї входять Палата Представників з 99 членів (причому кожен з 19 департаментів Уругваю повинен бути представлений в ній не менш ніж двома членами), і Сенат, 30 членів якого обираються від всієї країни в цілому. Партії, що беруть участь у виборах, представляють список своїх кандидатів в обидві палати; кількість місць кожної партії пропорційна кількості голосів, поданих за список.

### Судова влада
Судова влада, за конституцією, належить Верховному суду, що складається з голови і чотирьох членів, які повинні обиратися на 10 років на сумісній сесії обох палат Генеральної асамблеї. Решта всіх суддів і судових чиновників призначається Верховним судом і затверджується Генеральною асамблеєю.
Судова система Уругваю створена за зразком європейських систем. Тут немає присяжних, і більшість судових процедур не вимагають виклику свідків до суду. Вважається, що закони країни засновані на справедливості, проте в країні так мало судів, що здійснення правосуддя відбувається вельми повільно. Відповідно до конституцій, що діяли в Уругваї в різні роки, суди і аналогічні ним установи можуть також використовуватися для контролю над виборами, для розгляду протестів проти урядових ухвал і для контролю урядових витрат.

## Політичні партії
Найбільшими партіями Уругваю традиційно залишалися Партія «Колорадо» («Кольорові» або «Червоні») і Національна партія або «Бланко» («Білі»), обидві засновані в 1830-х роках. Національна партія і зараз залишається головною консервативною партією країни, навколо якої зосереджується опозиція уряду. Проте ліберальна партія Колорадо зараз знаходиться у глибокій кризі, отримавши лише 10% голосів на президентських та парламентських виборах. Правлячою силою зараз є блок партій лівого крила - Широкий фронт, до якого входить президент країни Табаре Васкес, та більшість в парламенті.
| Партії та блоки | Голосів | Палата Представників | Палата Представників | Сенат | Сенат |
| Партії та блоки | Голосів | %                    | Місць                | %     | Місць |
| --- | ------- | -------------------- | -------------------- | ----- | ----- |
| Широкий фронт — Прогресивний досвід — Нова більшість (Frente Amplio — Encuentro Progresista — Nueva Mayoría) - Рух народної участі (Movimiento de Participación Popular) - Уругвайська асамблея (Asamblea Uruguay) - Християнсько-демократична партія Уругваю (Partido Demócrata Cristiano del Uruguay) - Комуністична партія Уругваю (Partido Comunista del Uruguay) - Соціалістична партія Уругваю (Partido Socialista del Uruguay) - Потік Артіґістів (Vertiente Artiguista) - Новий простір (Nuevo Espacio) |         | 51,7                 | 52                   |       | 17    |
| Національна партія (Partido Nacional-Blancos) |         | 35,1                 | 36                   |       | 11    |
| Партія Колорадо (Partido Colorado) |         | 10,6                 | 10                   |       | 3     |
| Незалежна партія (Partido Independiente) |         | 1,9                  | 1                    |       | -     |
| Всього |         |                      | 99                   |       | 31    |
| Джерело: Виборчий суд Уругваю та уругвайська газета El País Uruguay |         |                      |                      |       |       |

## Збройні сили
Протягом багатьох років збройні сили Уругваю зберігали лояльність по відношенню до цивільного уряду. Частково це можна віднести на рахунок впливу Хосе Батьє і Ордоньеса, який керував країною починаючи з 1903 року, коли він вперше був вибраний президентом і до його кончини в 1929 році. Проте в кінці 1960-х — початку 1970-х років армія використовувалася для придушення озброєних підпільних груп «Тупамарос», а в 1973 році військових здійснили переворот, поваливши уряд і встановивши диктатуру, що проіснувала до 1985 року.
Набір в збройні сили Уругваю здійснюється на контрактній основі. Загальна чисельність армії зменшилася за останні роки з 24,4 тис. в 1989 до 16,1 тис. чоловік в 1998. Військово-морський флот, що має в своєму розпорядженні два військові кораблі, налічує 4200 чоловік особового складу. Військово-повітряні сили складаються з 24 військових літаків, які обслуговують 3400 чоловік. Крім того, існують воєнізовані з'єднання загальною чисельністю 2650 чоловік.

## Зовнішня політика
Уругвай — член ООН і ряду його дочірніх організацій, а також Організації американських держав (ОАГ), Міжамериканського банку розвитку і Латиноамериканської асоціації інтеграції (ГАВКІТ). Традиційно здійснюється тісна співпраця з сусідніми латиноамериканськими країнами, перш за все з Бразилією, Аргентиною і Парагваєм — партнерами по Південноамериканському спільному ринку (МЕРКОСУР). Уругвай є також членом Групи Ріо-де-Жанейро, що грає велику роль в розвитку політичної і економічної співпраці в регіоні. Знаходячись між двома значно крупнішими країнами — Аргентиною і Бразилією, які у минулому неодноразово вторгалися на його територію, Уругвай схильний підтримувати колективне рішення міжнародних проблем.